# Guillaume du Mont (jésuite)
Pour les articles homonymes, voir Guillaume du Mont.
Guillaume du Mont (au nom latinisé en Montanus), né à Ath (Belgique) en 1564, et décédé le 25 mars 1658 à Valenciennes, est un auteur ascétique. Il entra le 2 août 1584 au noviciat des jésuites et fut, durant trente-trois ans, père spirituel dans diverses maisons de cet ordre religieux.

## Œuvres
- Méthode à bien vivre, Arras, 1608
- De la Confession sacramentelle, Valenciennes, 1619 et 1633
- De la vertu de patience et de son usage, Valenciennes, 1619
- La praticque des bonnes intentions, dernière édition, augmentée par Vautheur, et mise en meilleur ordre. Douai, 1627
- La practicque des vertus chrestiennes, Valenciennes, 1633
- Prasentatio perfecti religiosi continens optima quoedam documenta et média, quibus multi ex illis, ad magnam vita perfectionem perrenerunt, Lille, 1641
- Trois traités spirituels. Valenciennes,1641
- Exercice de piété sur le Pater, l'Ave et le Credo

## Référence
- « Montanus (Guillaume) », dans Biographie nationale, t. XV, Bruxelles, Académie royale des sciences, des lettres et des beaux-arts de Belgique, 1899 (lire en ligne), p. 149-150.